# 释迦寺
释迦寺，俗称大寺，是明代蔚州城扩建后，城内最大的佛教寺院，现为全国重点文物保护单位，是蔚州古城景区的景点之一。释迦寺位于中华人民共和国河北省张家口市蔚县城南。
释迦寺前身为元代便存在的庵，后于明代洪武年间扩建蔚州城时扩建。占地面积近5000平方米，现存前殿、中殿、后殿等建筑，其中以中殿时代最早、形制最高、体量最大。释迦寺原属青原系曹洞宗寺庙。

## 历史

### 佛教寺庙时期
释迦寺始建年代自清代康熙年起已不为世人所知。释迦寺的前身为元代已存在的庵，明代洪武年间，首任蔚州卫掌印指挥使周房修扩建蔚州城，将庵改扩建为释迦寺。此后释迦寺成为蔚州最大的佛教活动场所，释迦寺的首届方丈为识鉴。释迦寺历经修缮或改造，到清代道光十二年（1832年），寺内已有超过数十通记录重修、补葺、改作、添造等相关活动的碑碣，其中康熙五十八年（1719年）、乾隆二十九年（1764年）的碑刻尚存世。此后还有道光后期、宣统年间的碑刻。
释迦寺是十方常住禅院，规模较大。寺院每年会举办佛事活动，其中以三坛大戒法会最具影响。宣统年间的三坛大戒法会为最后一届，时间从农历十月十五到腊月初八，由慈云方丈主持。法会期间，由县内著名长老担任“三师七证”，为百余名佛门新弟子授沙弥戒、比丘戒、菩萨戒。受戒期间，新弟子与释迦寺其他僧人一样参加佛事活动。法会最后一天，释迦寺会给受戒弟子发放衣钵戒牒、《梵网经》《沙弥律》《毗尼》《四分律》四本文书。此后，弟子可云游四方，弘扬佛法。在释迦牟尼佛成道日，释迦寺也会进行法会。每年腊月初六，蔚州城内各寺庙僧人于释迦寺聚集，在寺中搭建释迦牟尼成佛故事的坐像供信徒瞻仰朝拜。初七、初八二日僧众诵经念佛。初八早晨释迦寺有给穷苦之人施粥放饭的习俗。初八夜间施放瑜伽焰口，筑高坛台，方丈居中，僧众位列两侧。点灯燃香，钟鼓齐鸣，合唱经文，时长可达4到5个小时。
释迦寺的末届方丈为修真。慈云方丈圆寂后，修真于1931年成为释迦寺方丈。彼时，释迦寺有6位僧人，藏数百卷《三藏经》，240亩养廉地。中国抗日战争期间，释迦寺开始衰落，逐步冷清。释迦寺的面积也开始逐渐减少。

### 其他用途时期

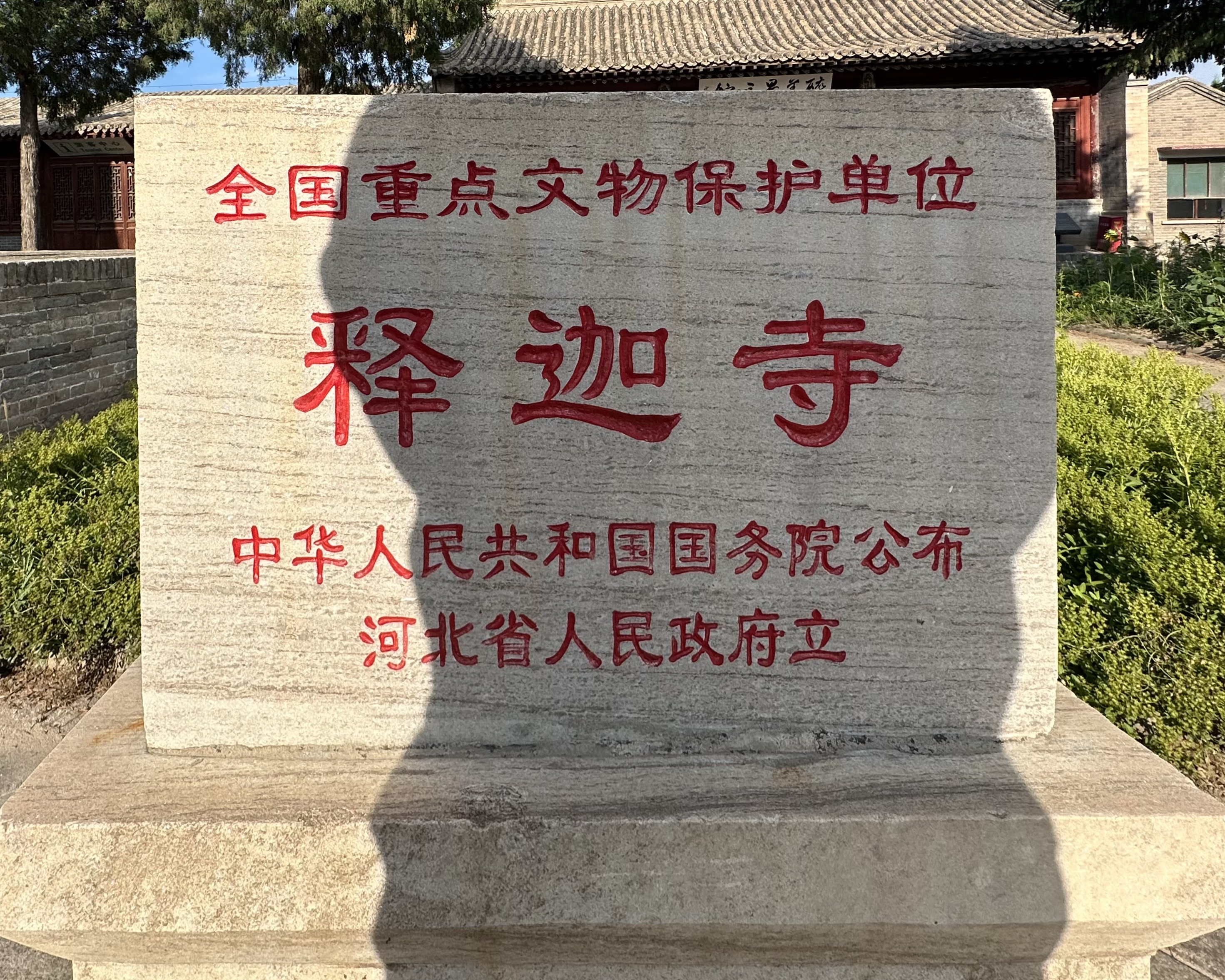
释迦寺是全国重点文物保护单位

1951年，释迦寺改作中学学校，修真法师搬离释迦寺。文化大革命时期，后殿供奉的释迦牟尼、药师佛、阿弥陀佛雕像及释迦牟尼木质卧像，寺藏的数百卷木板三藏经、《大唐西域记》等经典被毁。1984年开始，河北省文物部门对释迦寺进行较大规模修缮。1993年，释迦寺被列为河北省第三批文物保护单位。2001年，释迦寺被中华人民共和国国务院列为第五批全国重点文物保护单位。从1998年开始，到2016年蔚州博物馆新馆建成，释迦寺一直作为该县的博物馆馆址存在。在释迦寺内主办过蔚县历史文物陈列展览，蔚县历史名人展览，馆藏金石造像展览等常设陈列。
2016年，蔚州古城景区开业后，释迦寺作为首批景点开放。2021年，释迦寺再次开启修缮工作，此次修缮工程由美国东方太阳基金等社会资金投资超过330万元人民币。2023年12月，蔚县释迦寺保护修缮工程通过河北省省级技术验收。除作景区外，释迦寺恢复了腊八节放饭的习俗，农历癸卯年腊八节（2024年1月），释迦寺举办施粥民俗文化活动。

## 形制

### 规模和布局
释迦寺坐北朝南，占地近5000平方米，四面设院墙，使寺院成为相对独立的院落。寺院现存前殿、中殿、后殿、配殿、耳房等建筑，共有11座建筑。释迦寺原山门位于院落南侧，不过因为修建学校，山门遭到拆除。原山门有三门，正中上部嵌“能仁古刹”匾额，背面为“释迦兰若”。门外原有砖雕照壁，门外两侧原为一对石狮子，门内两侧原有两株槐树。入门不远为横跨池塘的石桥，过桥就是前殿。前殿两侧有参门，门后两侧原为钟楼和鼓楼。不过照壁、钟鼓楼等建筑现已不存。现释迦寺在东南侧开有新的大门。寺内前殿、中殿、后殿处同一南北向中轴线之上。前殿与中殿有甬路向通，两侧存配殿。出中殿后门数十步即为后殿，后殿两侧有耳房，两侧有配殿。南、北配殿间连接有廊庑。

### 前殿、后殿、侧殿
释迦寺前殿与后殿均为明清时期建筑，且做法类似，均为单檐硬山布瓦顶，均面阔三间，进深三间。两殿向中殿的屋檐（即前殿的后檐，后殿的前檐）两山各加二柱，并作出歇山翼角，与中殿的歇山顶呼应。前殿有雀替、挑尖梁头等木雕构件，山墙存菱形卷草砖雕。其中前殿常被视为天王殿，南侧墙柱上挂有楹联“大肚能容容天下难容之事 开口可笑笑天下可笑之人”一副。殿内有弥勒佛坐像，后有护法神韦驮立像，东西两侧立有四大天王塑像。后殿常被视为卧佛殿。后殿耳房为卷棚顶，其中东侧三间耳房原为时任方丈的居舍，西侧两件耳房为退居方丈的居舍。寺内的侧殿为硬山顶，但无出廊，装饰简单。配殿间的廊庑为卷棚顶。

### 中殿
中殿的建筑年代是释迦寺各建筑中时代最早、形制最高、体量最大的建筑。中殿常被视为大雄宝殿，为元代建筑。中殿位于高近1米青砖砌筑的台基之上，为单檐歇山顶建筑，面阔三间，进深三间。中殿前存在平面呈方形的月台。建筑屋顶因修缮导致面貌非原状。正脊、吻兽等为后期补配，沟头滴水形式多样，或存原物，山花板被砖墙封砌，并非原样。中殿建筑檐下施四铺作单抄斗拱，前后檐每间的补间铺作设置两朵。明间前檐下悬“拈花微笑”牌匾。明间南侧设六扇木质六摸头隔扇，次间设四扇；其中中间两扇棂心三交六椀菱花，其余棂心双交四椀菱花。各间当中分别外罩风门。建筑东、南、北侧未开门窗。建筑外檐彩绘无法详细辨认。中殿两山均用四柱，明间二缝梁架各用三柱，共用14根柱。其中12根为檐柱，柱头卷杀。明间檐柱挂木质楹联“护国名镜通水月光耀活泼禅棣 映照宝刹透云霞辉煌庄严法界”一副。中殿三面墙为青砖砌筑，外侧下部为后期重砌。
中殿殿内梁架进深六橼，乳栿、搭牵相对用四柱。中殿梁架结构具有明代特征，斗拱用于梁架结点，并未使用蜀柱支持脊檩，而是在平梁上施斗拱与驼峰承托。未用抹角梁承托歇山大木，而是采用两根丁栿。中殿内最初为彻上露明造，现存天花因与蔚州灵岩寺大殿的天花风格近似，或为明代所添加。明间共五个藻井，次间各一个藻井，均为覆斗式。当心间藻井以中间最大，南面其次，北面三个藻井最小且并排。除北面三藻井中较大的藻井井心为矩形天花板外，其余为方形天花板。井壁、井心天花板以红为底，布满彩绘，其中最大藻井井心为3块绘有云龙图案的天花板，其余也有流云、牡丹等图案。